# 文峰酒
文峰酒是湖北荆门出产的一种白酒，源于1951年，当局将当地黄、王、欧、宁、涂、张6家酒坊合并成立钟祥县土酒部，并于1953年易名为钟祥县国营酒厂。1992年再次易名为文峰酒厂，其产品文峰特曲曾为湖北老八大名酒之一。文峰酒以大米、高粱、小麦、玉米、糯米为原料酿制，为浓香型白酒。